# Galgenturm

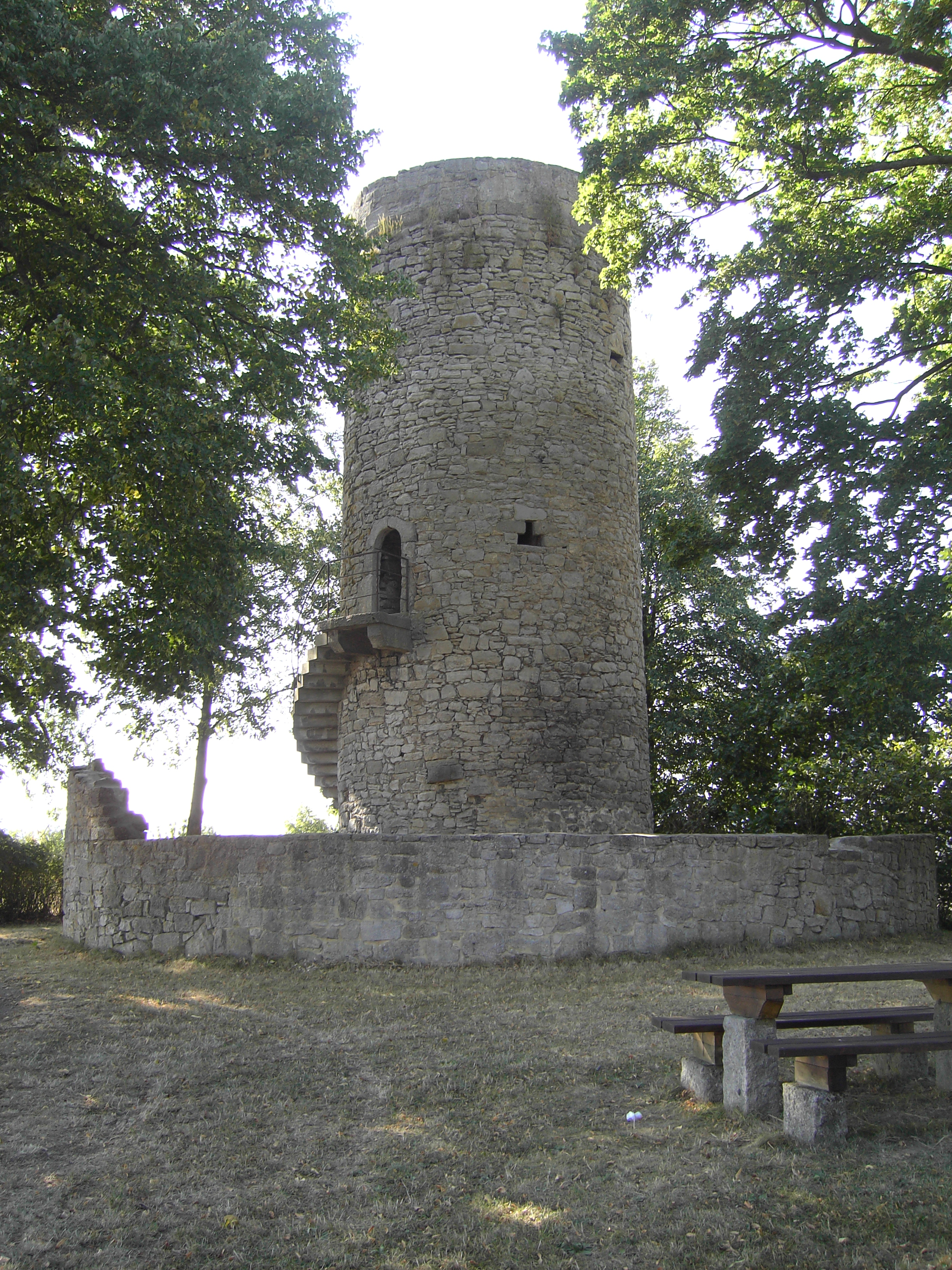
Galgenturm Mellrichstadt

Ein Galgenturm ist ein gemauerter Turm, auf dem im Mittelalter Hinrichtungen mit einem Galgen durchgeführt wurden und auf dem man häufig den Gehängten zur Abschreckung hängen ließ. Der Galgen als Zeichen der Hochgerichtsbarkeit wurde weithin sichtbar auf einer Anhöhe (Galgenberg) oder an anderen markanten Wegepunkten wie überregionalen Straßen aufgestellt.
Später wurde die Bezeichnung auch für Wachtürme in der Nähe ehemaliger Hinrichtungsstätten benutzt, beispielsweise den Galgenturm Mellrichstadt.

## Beispiele
- Galgenturm (Mastershausen), Aussichtsturm bei Mastershausen, Rhein-Hunsrück-Kreis, Rheinland-Pfalz
- Galgenturm (Mellrichstadt), Wartturm bei Mellrichstadt, Landkreis Rhön-Grabfeld, Bayern
- Galgenturm (Osterode) (auch Ührder Warte), Wartturm auf dem Ührder Berg bei Osterode am Harz, Landkreis Göttingen, Niedersachsen[2]